# Diocese de Tortona
A Diocese de Tortona (Dioecesis Derthonensis), é uma circunscrição eclesiástica da Igreja Católica Apostólica Romana, criada no Século II. É presidida por Dom Guido Marini. Ela sufragânea da Arquidiocese de Gênova e faz parte da circunscrição eclesiástica da Ligúria.

## Cronologia da administração local
Arcebispos do século XX:
|                | Nome                             | Período    | Notas                                                                              |
| Bispos         | Bispos                           | Bispos     | Bispos                                                                             |
| -------------- | -------------------------------- | ---------- | ---------------------------------------------------------------------------------- |
|                | Guido Marini                     | 2021-atual |                                                                                    |
|                | Vittorio Francesco Viola, O.F.M. | 2014-2021  | Nomeado Secretário da Congregação para o Culto Divino e Disciplina dos Sacramentos |
|                | Martino Canessa                  | 1996-2014  |                                                                                    |
|                | Luigi Bongianino                 | 1975-1996  |                                                                                    |
|                | Giovanni Canestri                | 1971-1975  | Nomeado Vice-gerente para o Vicariato de Roma                                      |
|                | Francesco Rossi                  | 1963-1969  |                                                                                    |
|                | Egisto Domenico Melchiori        | 1934-1963  |                                                                                    |
|                | Simone Pietro Grassi             | 1914-1934  |                                                                                    |
|                | Igino Bandi                      | 1890-1914  |                                                                                    |
| Bispo-auxiliar |                                  |            |                                                                                    |
|                | Carlo Angeleri                   | 1948-1979  |                                                                                    |
|                | Pietro Andrea Viganò, S.J.       | 1913-1921  |                                                                                    |